# Carlton Palmer
Carlton Lloyd Palmer (Rowley Regis, Inglaterra, 5 de diciembre de 1965) es un exfutbolista inglés, se desempeñaba como mediocampista.
Capaz de desempeñarse también como defensa, jugó en una gran cantidad de clubes ingleses y fue internacional en 18 ocasiones con la selección de fútbol de Inglaterra.

## Clubes
| Club                 | País       | Año         | Partidos | Goles |
| West Bromwich Albion | Inglaterra | 1984 - 1989 | 121      | 4     |
| Sheffield Wednesday  | Inglaterra | 1989 - 1994 | 205      | 14    |
| Leeds United         | Inglaterra | 1994 - 1997 | 103      | 5     |
| Southampton FC       | Inglaterra | 1997 - 1999 | 45       | 3     |
| Nottingham Forest    | Inglaterra | 1999        | 16       | 1     |
| Coventry City        | Inglaterra | 1999 - 2000 | 30       | 1     |
| Watford FC           | Inglaterra | 2000 - 2001 | 5        | 0     |
| Sheffield Wednesday  | Inglaterra | 2001        | 22       | 0     |
| Stockport County     | Inglaterra | 2001 - 2003 | 43       | 4     |
| Dublin City          | Irlanda    | 2004        | 0        | 0     |
| Mansfield Town       | Inglaterra | 2004 - 2005 | 1        | 0     |

- Datos: Q1043454